# Заслуженный работник органов прокуратуры Республики Беларусь
«Заслуженный работник органов прокуратуры Республики Беларусь» (бел. Заслужаны працаўнік органаў пракуратуры Рэспублікі Беларусь) — почётное звание в Республике Беларусь. Присваивается по распоряжению Президента Республики Беларусь работникам прокуратуры за профессиональные заслуги.

## Порядок присваивания

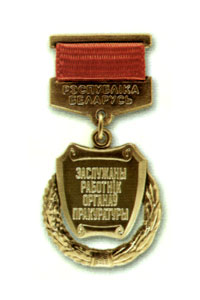
Изображение награды до 2020 года

Присваиванием почётных званий Республики Беларусь занимается Президент Республики Беларусь, решение о присвоении оформляется его указами. Государственные награды (в том числе почётные звания) вручает лично Президент либо его представители. Присваивание почётных званий Республики Беларусь производится на торжественной церемонии, государственная награда вручается лично награждённому, а в случае присваивания почётного звания выдаётся и свидетельство. Лицам, удостоенным почётных званий Республики Беларусь, вручают нагрудный знак.

## Требования
Почетное звание «Заслуженный работник органов прокуратуры Республики Беларусь» присваивается прокурорским работникам, находящимся на службе в органах прокуратуры не менее 15 лет в календарном исчислении, за заслуги в деле обеспечения и укрепления законности и правопорядка, защиты прав и свобод граждан, а также законных интересов общества и государства, достигнутые конкретные результаты в борьбе с преступностью и проявленные при этом инициативу и настойчивость.